# Robbie Jarvis
Robert Stephen Jarvis (Yeovil, Somerset, 7 de Maio de 1986) é um ator britânico nascido na Inglaterra.
É o intérprete de James Potter jovem, o pai de Harry Potter, na adaptação cinematográfica de Harry Potter e a Ordem da Fênix.
Ele fez muitos personagens no teatro com, entre outras, a East Side Theatre Company e o National Youth Theatre - onde ele ingressou aos 16 anos. Jarvis também participou do filme The History Boys. Mais recentemente, Robbie trabalhou na série da BBC Waking the Dead, que deve estrear no Ano Novo.
Robbie estudou na Littlehampton Community School e é um ótimo jogador de futebol e de basquete.

## Filmografia
- The History Boys
- Harry Potter e a Ordem da Fênix... James Potter Jovem (2007)
- Genie In The House (2006), Billy - "Out of Our Minds"
- Waking The Dead - "Double Bind" (2007), Young Chris Lennon
- Trial & Retribution XVII: Conviction (2008), Mark
- The Space You Leave aka Sea Change (2008), Rupert
- Coming Back (2009), Steve
- The Real Midnight Express (2010), Billy Hayes